# Sakrapee Thongsari
Sakrapee Thongsari (Thai: ศักดิ์ระพี ทองสาริ; * 23. Juni 1962) ist ein ehemaliger thailändischer Badmintonspieler.

## Sportliche Karriere
1996 startete Sakrapee Thongsari bei Olympia im Herrendoppel mit Pramote Teerawiwatana. In der ersten Runde hatten beide dabei ein Freilos. Im zweiten Spiel unterlagen sie Simon Archer und Chris Hunt aus England mit 7:15 und 5:15 und wurden somit in der Endwertung Neunte.
National siegte er erstmals bei den thailändischen Meisterschaften 1986 im Herrendoppel mit Sawei Chanseorasmee. Den Titel konnten beide 1987 und 1988 verteidigen. 1987 siegten Chanseorasmee und Thongsari bei den German Open. 1995 gewannen Sakrapee Thongsari und Pramote Teerawiwatana den Herrendoppeltitel bei den Malaysia Open. Thongsari nahm an der Badminton-Weltmeisterschaft 1985 im Herreneinzel teil, schied jedoch in der ersten Runde gegen Mike Butler aus.